# .380 ACP
Die .380 ACP (Automatic Colt Pistol, im deutschen Sprachraum auch als 9 mm kurz geführt) ist eine Pistolenpatrone. Sie geht zurück auf das Jahr 1908 und wurde von John Moses Browning entwickelt. Die Patrone wurde auf Grundlage der 9 mm Browning Long entwickelt. Die Geschossenergie ist wesentlich geringer als die einer 9 mm Parabellum, denn sie war für den Einsatz in Pistolen mit unverriegeltem Masseverschluss vorgesehen.
Dabei ist zu bemerken, dass ebenfalls von Browning eine andere Patrone im Nominalkaliber .38 ACP (9 × 23 mm HR) entwickelt wurde.

## Bezeichnung
Im deutschen Nationalen Waffenregister (NWR) wird die Patrone unter Katalognummer 475 unter folgenden Bezeichnungen geführt (Auswahl, gebräuchliche Bezeichnungen in Fettdruck)
- 9 mm Browning K (Hauptbezeichnung)
- .380 A.S.P.
- .380 ACP
- .380 Auto
- .380 CAPH
- .380 Colt Automatic Pistol Hammerless
- 9 Scurt
- 9 mm KPATAK
- 9 M 34
- 9 m/m & 380
- 9 mm Auto
- 9 mm Browning kurz
- 9 mm kurz
- 9 x 17 K (Kurz)
- DWM 540

## Einsatz

### Selbstladepistolen
- Colt Automatic Hammerless 1903
- FN Model 1910/1922
- Heckler & Koch HK 4
- Walther PP, PPK sowie PK380
- Mauser HSc
- SIG P230/SIG P232
- Glock 25, 28, 42
- Beretta M1934, Beretta Cheetah-Reihe
- Česká zbrojovka vz. 24
- Česká zbrojovka vz. 38
- Ruger LCP
- Smith&Wesson M&P BG380
- Erma EP459
- B&T TP380
- MAB D

### Maschinenpistolen
- Ingram MAC-11
- Česká zbrojovka vz. 64 Skorpion

## Andere Bezeichnungen
- 9 mm Browning (kurz)
- 9 × 17 mm (kurz)
- 9 mm kurz
- DWM540
- 9 mm Beretta M. 1934
- 9 mm Corto
- 9 mm Holland P. S. No. 21
- 9 mm M. 34
- 9 mm Pistolenpatrone No. 21
- 9 mm Pistolenpatrone 400 (h)
- 9 mm Selbstladepistole (.380)
- 9 mm short Browning
- .38 Colt Auto. – Hammerless
- .380 Auto. Hammerless Pistol
- .380 Automatic Pistol
- .380 Auto. Webley
- .380 C. A. P. H.
- .380 (9 mm) Auto.

Weitere Varianten in anderen Kalibern finden sich in Automatic Colt Pistol.